# Соловьёв, Василий Иванович (конструктор-оружейник)
Васи́лий Ива́нович Соловьёв (18 января 1915, Иванищи, Владимирская губерния, Российская империя — 3 сентября 1976) — советский конструктор-оружейник. Принял участие в создании автомата Калашникова и ряда других образцов стрелково-пушечного оружия.

## Биография
Родился 18 января 1915 года в посёлке Иванищи Владимирской губернии. После пятого класса пошёл работать в качестве ученика старшего стекловара.
В феврале 1932 года был направлен на курсы лаборантов при московском НИИ Стекла, где проучился до октября 1932 года. После окончания работал лаборантом, химиком, старшим стекловаром.
1934 году поступил на учёбу во Владимирский механический техникум, по специальности «Обработка металла резанием». После его окончания в октябре 1938 поступил на Ковровский завод № 2 имени Киркижа в ОКБ-2, где проработал на должности конструктора до февраля 1947 года.
В 1956 году назначен начальником механического цеха Опытно-конструкторского бюро завода № 575. Впоследствии стал начальником опытного производства КБ «Арматура».
С 1969 года перешёл работать в отдел Главного технолога на должность заместителя Главного технолога.
Принимал участие в создании мотоцикла «Восход-2»: 2 апреля 1970 года участники коллектива авторов, в который входил В. И. Соловьёв, получили Свидетельство на промышленный образец № 1156.
В 1975 году вышел на пенсию. Умер 3 сентября 1976 года.

## Вклад в разработку оружия
В 1946 году вместе с М. М. Горюновым и С. М. Крекиным работал над 7,62-мм единым и ротным пулемётом под штатный патрон (представлял собой значительно модернизированный СГ-43). Кроме того, работал над ручным пулемётом РП-3-46, станковым пулемётом СГ-Л-47, танковым пулемётом КБ-П-660.
В 1948 году вместе с А. А. Зайцевым и И. И. Потаповым прорабатывал конструкцию автомата с полусвободным запиранием ствола по схеме немецкого образца конструкции Хорна (КБ-П-555).
В 1950-х годах Соловьёв и А. П. Финогенов разработали эскизный проект зенитной пушки на основе конструктивной схемы пулемёта КПВ.
Во второй половине 1950-х годов участвовал в доработке и изготовлении авиационной пушки АО-9.
Внёс большой вклад в создание зенитной пушки АЗП-23 (использовались в установке ЗСУ-23-4 «Шилка»).

### Работа над автоматом Калашникова
В октябре 1946 года М. Т. Калашников был командирован на завод № 2 имени Киркижа для изготовления опытного образца своего автомата. На заводе была сформирована группа конструкторов под руководством Калашникова, в которую входили входили В. И Соловьёв, А. А. Зайцев, Н. Н. Лопуховский и другие исполнители. Соловьёв выполнял аналитические расчёты на собираемость. Результатом работы группы стало создание опытных автоматов АК-46 и АК-47.
В 1948 году Соловьёв, Зайцев, а также подполковник В. С. Дейкин и военпред капитан С. Я. Суховицкий были командированы на Ижевский мотозавод для оказания помощи Калашникову в изготовлении серии автоматов и проведении расчётов. Соловьёв занимался проведением аналитических расчётов и корректировкой чертежей по отработке техпроцессов. Обучил Калашникова и Зайцева методике расчёта размерных цепей и правилам внедрения изделий в серийное производство. Летом 1948 года, после завершения изготовления серии АК-47, Соловьёв и Зайцев вернулись в Ковров.

## Память
В память о работе над АК-47 в Коврове М. Т. Калашникова, А. А. Зайцева, В. И. Соловьёва и других оружейников ПКБ в ноябре 2009 года на здании проходных КБ «Арматура» была установлена мемориальная доска.

## Комментарии
1. ↑  ОКБ-575, в дальнейшем переименовано в «Конструкторское бюро „Арматура“»'"`UNIQ--ref-00000001-QINU`"'.
2. ↑  Вероятно, речь идёт об автомате Хорна.
3. ↑  Проектно-конструкторское бюро отдела главного конструктора завода № 2 имени Киркижа (сейчас — Завод имени Дегтярёва).